# Northeast Conference
La Northeast Conference (NEC) è una conferenza atletica collegiale le cui scuole sono membri della National Collegiate Athletic Association (NCAA). Le squadre del NEC competono nella Division I per tutti gli sport. Le scuole partecipanti si trovano principalmente negli Stati Uniti nordorientali, da cui la conferenza prende il nome.

## Storia
La conference è stata chiamata ECAC Metro Conference quando è stata istituita nel 1981.
Il nome della conference fu cambiato nella sua forma attuale il 1º agosto 1988.  Altri nomi considerati erano Big North, Great North, North Shore, Northern, Northeastern, Eastern and Eastern Private Intercollegiate.
La Northeast Conference si è espansa otto volte dal 1981. Le espansioni e le aggiunte dai membri fondatori originali sono state nel 1985 (Monmouth University, non più presente dal 2013), 1989 (Mount St. Mary's University), 1992 (Rider University, non più presente dal 1997), 1997 (Central Connecticut State University), 1998 (Quinnipiac University e University of Maryland, Baltimore County che hanno lasciato rispettivamente nel 2013 e nel 2003), 1999 (Sacred Heart University), 2008 (Bryant University) e 2019 (Merrimack College). Il grado della Northeast Conference è stato il più grande a 12 nel 2008 con l'aggiunta della Bryant University; è sceso a 10 nel 2013 con la partenza di Monmouth e Quinnipiac per il MAAC, è tornato a 11 con l'aggiunta di Merrimack nel 2019, e di nuovo è sceso a 10 nel 2020 con la partenza di Robert Morris per la Horizon League.
Nel 2022, Bryant è partito per l'America East Conference e Mount St. Mary's è partito per la MAAC. Allo stesso tempo, Stonehill, in precedenza membro della NCAA Division II, si è unito.
Nel marzo 2023, il St. Francis College, noto nello sport come St. Francis Brooklyn, ha annunciato che avrebbe abbandonato l'intero programma sportivo alla fine dell'anno accademico 2022-23. Quel maggio, il NEC annunciò che il Le Moyne College, precedentemente membro della NCAA Division II, si sarebbe unito nel luglio 2023.
La Northeast Conference ha un totale di 9 membri a pieno titolo in 24 sport di campionato: baseball, basket maschile e femminile, bowling femminile, cross country maschile e femminile, hockey su prato femminile, calcio maschile e femminile, golf maschile e femminile, atletica leggera indoor maschile e femminile, lacrosse femminile, atletica leggera all'aperto maschile e femminile, softball, nuoto maschile e femminile, tennis maschile e femminile e pallavolo maschile e femminile.
Il lacrosse maschile è diventato il 23° sport della lega nella stagione 2011. Il numero di sport è sceso a 22 dopo l'anno scolastico 2012-2013, quando la conference ha abbandonato l'hockey su prato. La conferenza ha ripristinato l'hockey su prato nel 2019 e ha aggiunto il nuoto maschile nel 2020. Per l'anno accademico 2022-23, la conferenza ha aggiunto la pallavolo maschile ma ha abbandonato il lacrosse maschile. Tuttavia, la conferenza ripristinerà il lacrosse maschile nella stagione 2025 (anno accademico 2024–25).
La conferenza perderà due membri e ne aggiungerà due nel luglio 2024. Merrimack e Sacred Heart partiranno per la Metro Atlantic Athletic Conference, la Chicago State University si unirà dopo due anni come unica scuola della divisione I della NCAA senza una conferenza domestica e la Mercyhurst University inizierà una transizione dalla NCAA Division II.
Nel marzo 2025, Saint Francis (PA) annunciò che avrebbe abbandonato la Division I nel luglio 2026 per iniziare la transizione alla NCAA Division III, unendosi alla Presidents' Athletic Conference. Nel maggio 2025, il NEC annunciò che l'Università di New Haven si sarebbe unito alla Divisione II quel luglio.

## Squadre
- Central Connecticut Blue Devils
- Chicago State Cougars
- Fairleigh Dickinson Knights
- Le Moyne Dolphins
- LIU Sharks
- Mercyhurst Lakers
- New Haven Chargers
- Saint Francis Red Flash – partenza il 1° luglio 2026
- Stonehill Skyhawks
- Wagner Seahawks